# Dąbrowa (powiat wielicki)
Dąbrowa – wieś w Polsce, położona w województwie małopolskim, w powiecie wielickim, w gminie Kłaj, w zachodniej części kotliny Sandomierskiej, na południowym skraju Puszczy Niepołomickiej.
W latach 1975–1998 wieś administracyjnie należała do województwa krakowskiego.
Nazwa wsi pochodzi od lasów dębowych, występujących tu kiedyś bardzo licznie.

## Integralne części wsi
| SIMC    | Nazwa  | Rodzaj     |
| ------- | ------ | ---------- |
| 0321738 | Błoto  | przysiółek |
| 0321715 | Podlas | część wsi  |
| 0321721 | Podoły | część wsi  |

## Turystyka
W Dąbrowie funkcjonuje Związek Gospodarstw Agroturystycznych "Gościnna Dąbrowa", można zobaczyć: pracownię garncarską, kuźnię, gospodarstwo.
W miejscowości znajdują się dwa pomniki, Pomnik Milenijny przedstawiający Jezusa Chrystusa i pomnik "Skrzydło" upamiętniający ofiary II wojny światowej. W Dąbrowie można zobaczyć również Kapliczkę Matki Boskiej z Dzieciątkiem z XIX w.

## Historia
Pierwsze wzmianki o Dąbrowie pojawiają się w kronikach z 1403 roku. Wieś była częścią majątku, należącego do rodziny Lanckorońskich, a w XVII wieku sprzedana została rodzinie Żeleńskich.